# Paracambi
Paracambi é um município brasileiro do estado do Rio de Janeiro. Está situado na Região Metropolitana do Rio de Janeiro e turisticamente faz parte da região do Vale do Café.
Localiza-se a 22º36'39" de latitude sul e 43º42'33" de longitude oeste, a uma altitude de cinquenta metros, estando a 81 quilômetros da capital do estado. Sua população, conforme censo do IBGE de 2022, era de 41.357 habitantes.

## Topônimo
Paracambi é um termo de origem tupi que significa "mata verde do grande rio", através da junção dos termos pará (rio grande, caudaloso), ka'a (mata) e oby (verde).

## História

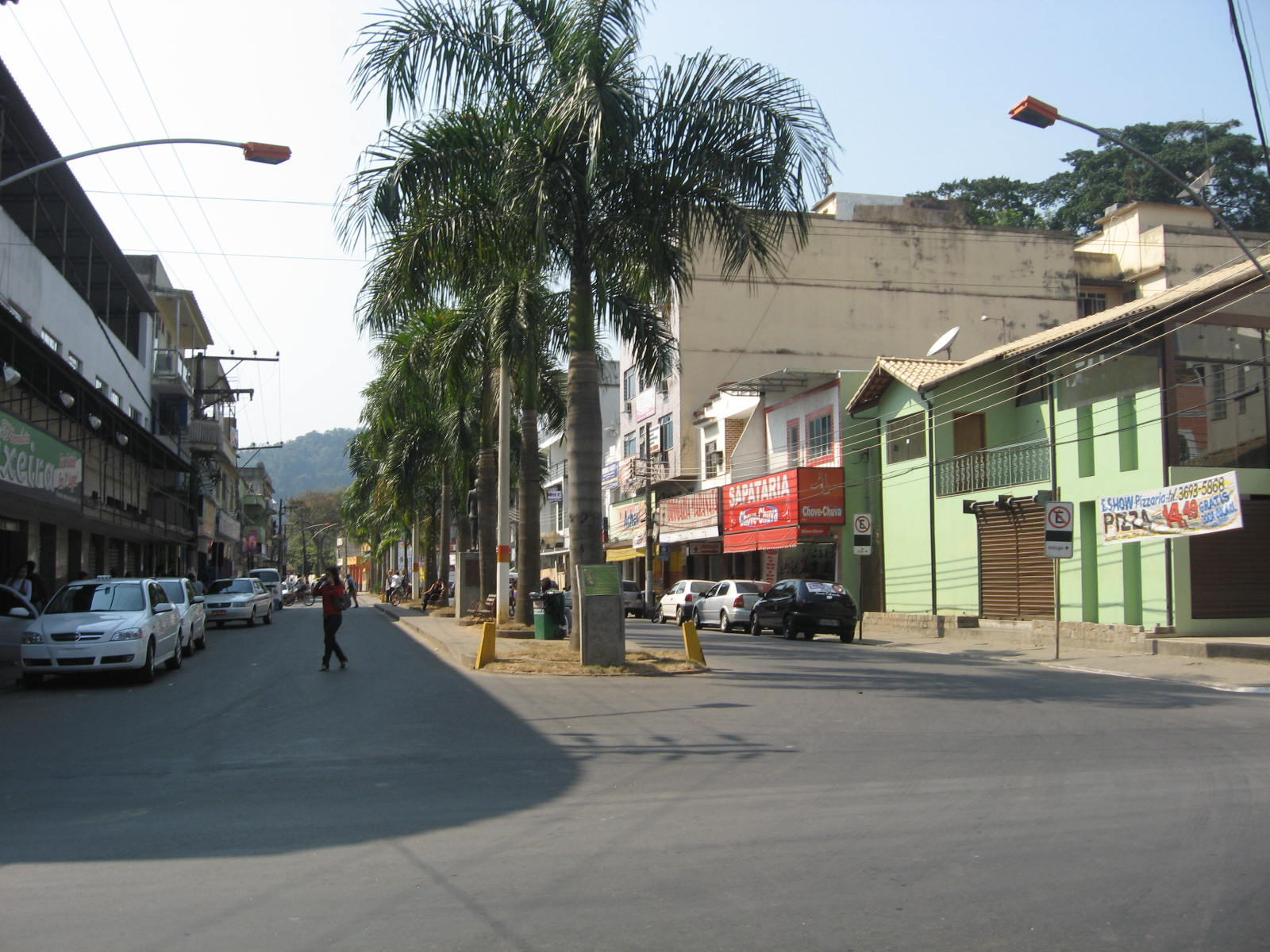
Centro de Paracambi.

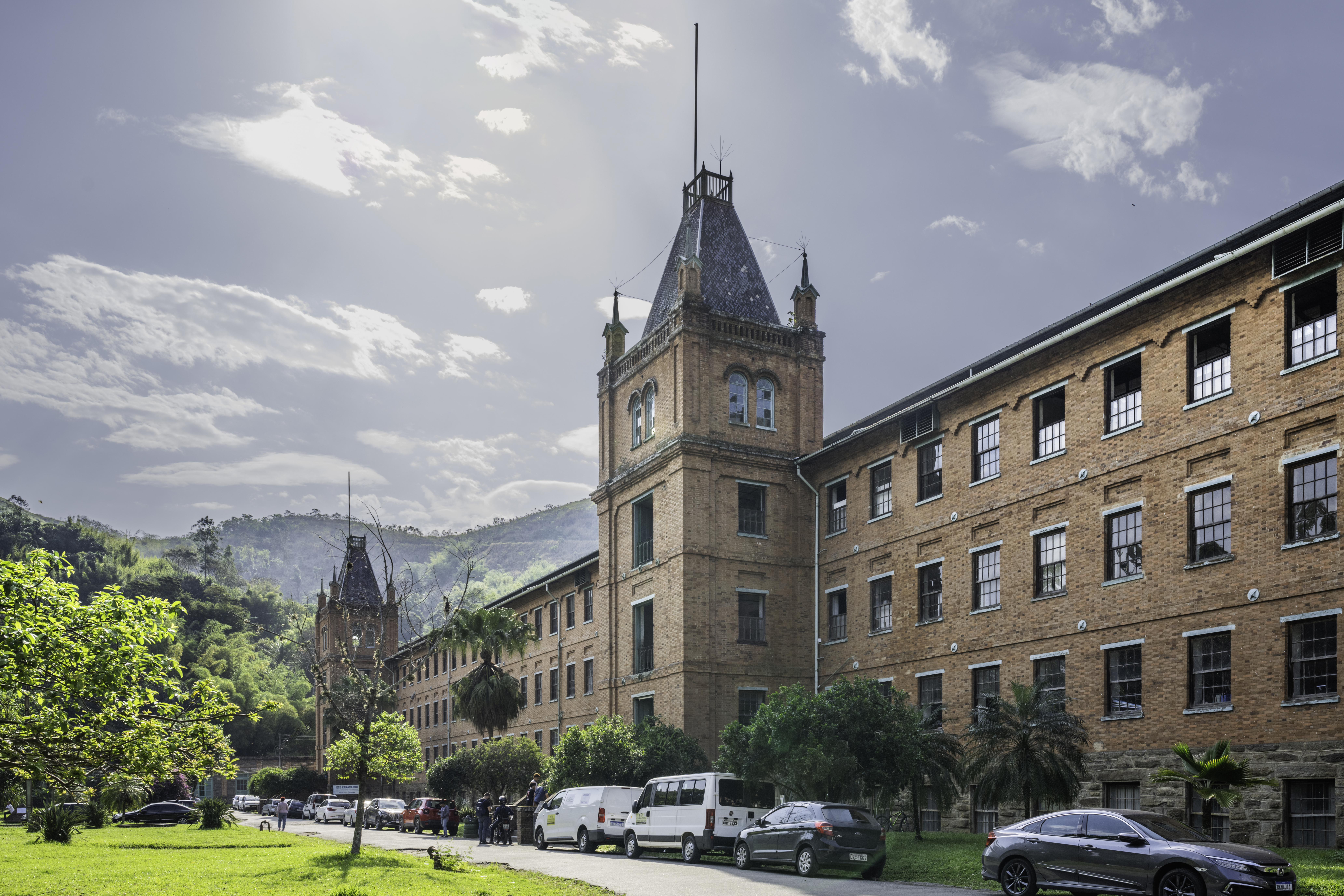
Antiga Cia. Têxtil Brasil Industrial.

A história de Paracambi tem sua origem no século XVIII, com a abertura do "Caminho Novo" em 1715 por Garcia Rodrigues Paes. A fixação dos primeiros sesmeiros a partir dessa época deu início à efetiva colonização. O historiador Pedro Muniz de Aragão, na sua obra "Relação de algumas cartas das Sesmarias concedidas em território da Capitania do Rio de Janeiro – 1714/1800" indica, entre as primeiras sesmarias, a concedida em 29 de agosto de 1750 a José Freire Pereira, no Ribeirão das Lages. Outras, após, foram concedidas e a colonização foi assim se processando, inicialmente às margens do "Caminho Novo" e, posteriormente, sertão adentro, de modo que um século depois, o assentamento do elemento humano mostra-se consideravelmente em toda a região.
Os Jesuítas se estabeleceram nas proximidades do Ribeirão das Lages e estenderam os domínios da Fazenda de Santa Cruz além do "Ribeirão dos Macacos", ocupando a quase totalidade da área que compreende o município de Paracambi, imperando assim o domínio dos Inacianos até o ano de 1759, quando foram expulsos do país e confiscados os seus bens pela Coroa Portuguesa, por ato do Marques de Pombal, ministro de Dom José I.
Mais tarde é criada a Freguesia de São Pedro e São Paulo do Ribeirão das Lages, pela Lei Provincial Nº 77, de 29 de dezembro de 1836 (que ocupava parte da área onde hoje estão localizadas as instalações do exército) e tudo leva a crer ter sido este o primeiro povoado na região do atual município, podendo ser considerada a data de fundação do mesmo. O reconhecimento deste povoado religioso se deu graças ao crescimento pela cafeicultura e por sua localização no caminho obrigatório entre as cidades do Rio de Janeiro e São Paulo e o Estado de Minas Gerais. A produção agrícola de Valença e de Vassouras passava através da Estrada Presidente Pedreira, décadas antes da implantação das fábricas de tecidos no município.
Em 1861 a Estrada de Ferro D. Pedro II chega a Ribeirão dos Macacos através da implantação do ramal de Macacos (entre Macacos e Belém – atual Paracambi e Japeri), tendo sua viagem inaugural a presença de S.M.I. Dom Pedro II. Com a chegada da ferrovia, chegou também o telégrafo. Um dos motivos de expandir a ferrovia até o povoado, era o de facilitar o escoamento do café e de outros produtos agrícolas da Região do Vale do Café.
Em 1871, a instalação da Companhia Têxtil Brasil Industrial atraiu a população do povoado de São Pedro e São Paulo que migrou em massa, contribuindo para o crescimento do povoado de Ribeirão dos Macacos, hoje centro da cidade de Paracambi.
A facilidade que o meio de transporte ferroviário proporcionava estreitando ainda mais a distância para o Rio de Janeiro (centro comercial, financeiro e capital administrativa – capital do Império e posteriormente capital da República) deu possibilidades concretas para a instalação de fábricas no local, mas não pode ser considerado o fator único determinante para o surgimento de um núcleo industrial têxtil nesta região fluminense. Outro fator importante foi a abundância de rios e quedas d'água na região. Tanto a Cia. Brasil Industrial (1871) como a Cia. Tecelagem Santa Luisa (1891) e a Fábrica de Tecidos Maria Cândida (1924) se utilizaram amplamente dos recursos naturais dos rios e quedas d'água da região. A Cia. Brasil Industrial foi instalada num sopé próximo da Serra do Mar, abrangendo em suas terras as quedas d'água do Ribeirão dos Macacos e outros rios próximos. Já a Cia. Tecelagem Santa Luisa, bem como a Fábrica de Tecidos Maria Cândida foram instaladas apenas três quilômetros acima da Brasil Industrial, subindo-se através de uma pequena serra, onde se depara com pequenas quedas d'água, utilizadas por ambas as fábricas.
Também é significativo o fato das fábricas de tecido terem surgido entre o município de Vassouras, símbolo da cafeicultura fluminense e o município de Itaguaí, terras então pertencentes à Fazenda de Santa Cruz. A implantação das fábricas de tecidos, já no último quartel do século XIX representa o forjar de um novo processo produtivo, nascido na forma de grande indústria em oposição a uma cultura escravocrata-agrário-exportadora.
Há de se ressaltar que o processo de constituição e consolidação do capital no Brasil apresenta-se de forma contraditória e conciliatória, já que a indústria nascia simultaneamente ao lado do latifúndio. É certo que o nascimento da indústria têxtil nesta região particular do Estado do Rio de Janeiro, ao lado da decadência da cafeicultura fluminense, significava que a economia fluminense não estava de todo em decadência.
Weid & Bastos coloca a fábrica da Cia. Brasil Industrial como a mais importante do Império. Fato que confirma a importância desta fábrica de tecidos de algodão na economia nacional durante a década de 1880 foram as visitas da família imperial. Segundo os diretores da companhia, a primeira visita ocorreu em julho de 1879. Toda a família imperial honrou a fábrica com sua visita tendo o Imperador examinado detidamente todas as seções e o trabalho da fábrica pelo que se mostrou satisfeito. A segunda visita foi na reinauguração da fábrica em 3 de novembro de 1885 (após o incêndio de 21 de dezembro de 1883), quando o Imperador e sua família "dignaram-se honrar com as suas presenças a festa industrial de reinauguração da fábrica, pronunciando palavras benévolas e animadoras do cometimento, que serviram de estímulo para o desenvolvimento da indústria", como textualmente descreve o 48º relatório da Companhia Industrial – 1871 – 1921.
Ao todo, S.M.I. Dom Pedro II visitou Ribeirão dos Macacos por três ocasiões: Inauguração do Ramal Ferroviário, inauguração da Cia. Textil Brasil Industrial e reinauguração da mesma.
O povoado de Ribeirão dos Macacos abrangia terras dos municípios de Itaguaí e Vassouras. Em 1901 a parte pertencente a Itaguaí foi elevada à categoria de distrito (3° distrito de Itaguaí), com o nome de Paracamby, cujo significado em Tupi é "mata verde do rio grande”, através da junção dos termos pará (rio grande, caudaloso), ka'a (mata) e oby (verde).
Após a criação do distrito de Paracamby, as imagens dos padroeiros da antiga Freguesia de São Pedro e São Paulo foram transportadas para uma casa na rua Dominique Level - onde fica hoje a área de festas ao lado da Matriz de São Pedro e São Paulo, lá permanecendo até a construção do templo, que teve início em 1929 pelo padre João Much, que tomara posse da paróquia no ano anterior, por ordem do bispo D. Guilherme Müller que, em visita ao povoado de Macacos, em 1927, prometera a criação da Paróquia de São Pedro e São Paulo. A inauguração da matriz deu-se em 1948, pelo padre Antônio Cugliana, que tomara posse da paróquia em 1940, onde permaneceu até a década de 1980, falecendo em 1984.
O lado pertencente a Vassouras continuou como povoado de Macacos até 1915 quando foi elevado à condição de Vila de Paracambi, sede do 7° distrito daquele município; porém, em 1938, teve o nome mudado para Tairetá.
O crescimento econômico proporcionado pelas indústrias Cia Têxtil Brasil lndustrial (1871), S/A Fábrica de Tecidos Maria Cândida, instalada em 1924, hoje no bairro da Cascata, e Siderúrgica Lanari S/ A Indústria e Comércio, instalada em 1952, na então sede do distrito de Paracambi, e as atividades sociais comuns aos dois distritos impulsionaram os anseios pela emancipação política, o que veio a se concretizar somente em meados da segunda metade do Século XX.
Em 08 de agosto de 1960, através da Lei 4.426, é criado o Município de Paracambi, fruto da junção do 7º distrito de Vassouras, denominado Tairetá e o 3º distrito de Itaguaí, denominado Paracambi. O primeiro prefeito do município foi Delio Bazilio Leal, primo do então governador Roberto Silveira e de grande influência no processo de emancipação.

## Infraestrutura

### Educação
O município tem o melhor IDEB (Índice de Desenvolvimento da Educação Básica)  da região, e tem condições de oferecer educação para os estudantes do ensino fundamental ao ensino superior. Na rede pública, Paracambi possui 22 escolas municipais e 3 estaduais.
Além disso, conta com a Escola de Música Villa-Lobos, pública estadual, referência na área, oferece cursos de Formação Musical, Básico em Música, e Técnico em Nível Médio.
Ensino Superior:
O Instituto Federal do Rio de Janeiro (IFRJ) - Campus Paracambi, Unidade de Ensino Médio e Superior Pública Federal, oferece os cursos de nível médio de Técnico em Mecânica e Técnico em Eletrotécnica e as Graduações em Engenharia Mecânica e Licenciatura em Matemática.
A Faculdade de Educação Tecnológica do Estado do Rio de Janeiro (FAETERJ) - Campus Paracambi, Unidade de Ensino Superior Pública Estadual, oferece os cursos presenciais de graduação em Tecnologia em Gestão Ambiental e Tecnologia em Análise e Desenvolvimento de Sistemas.
A Universidade Aberta do Brasil - (UAB) - Pólo Paracambi, através do consórcio CEDERJ (UFF, UNIRIO, UFRRJ, UFRJ e UERJ) oferece 9 cursos de graduação através da modalidade de ensino a distância: Engenharia de Produção, Administração, Ciências Contábeis, Licenciatura em Letras, Licenciatura em Ciências Biológicas, Licenciatura em Física, Licenciatura em Matemática, Licenciatura em Pedagogia, Licenciatura em Química.
As três Instituições de Ensino funcionam nas instalações da antiga Companhia de Tecidos Brasil Industrial, hoje conhecida como Fábrica do Conhecimento.

### Saúde
O Hospital Municipal Dr. Adalberto da Graça, mais conhecido como Hospital de Lages, atende pacientes de todo o município e de municípios vizinhos. Nos bairros, 17 postos e módulos de saúde comunitários atendem a população. Na rede privada, o município conta com a Casa de Saúde Nossa Senhora Aparecida e com diversas outras clínicas médicas e laboratórios.

### Transporte

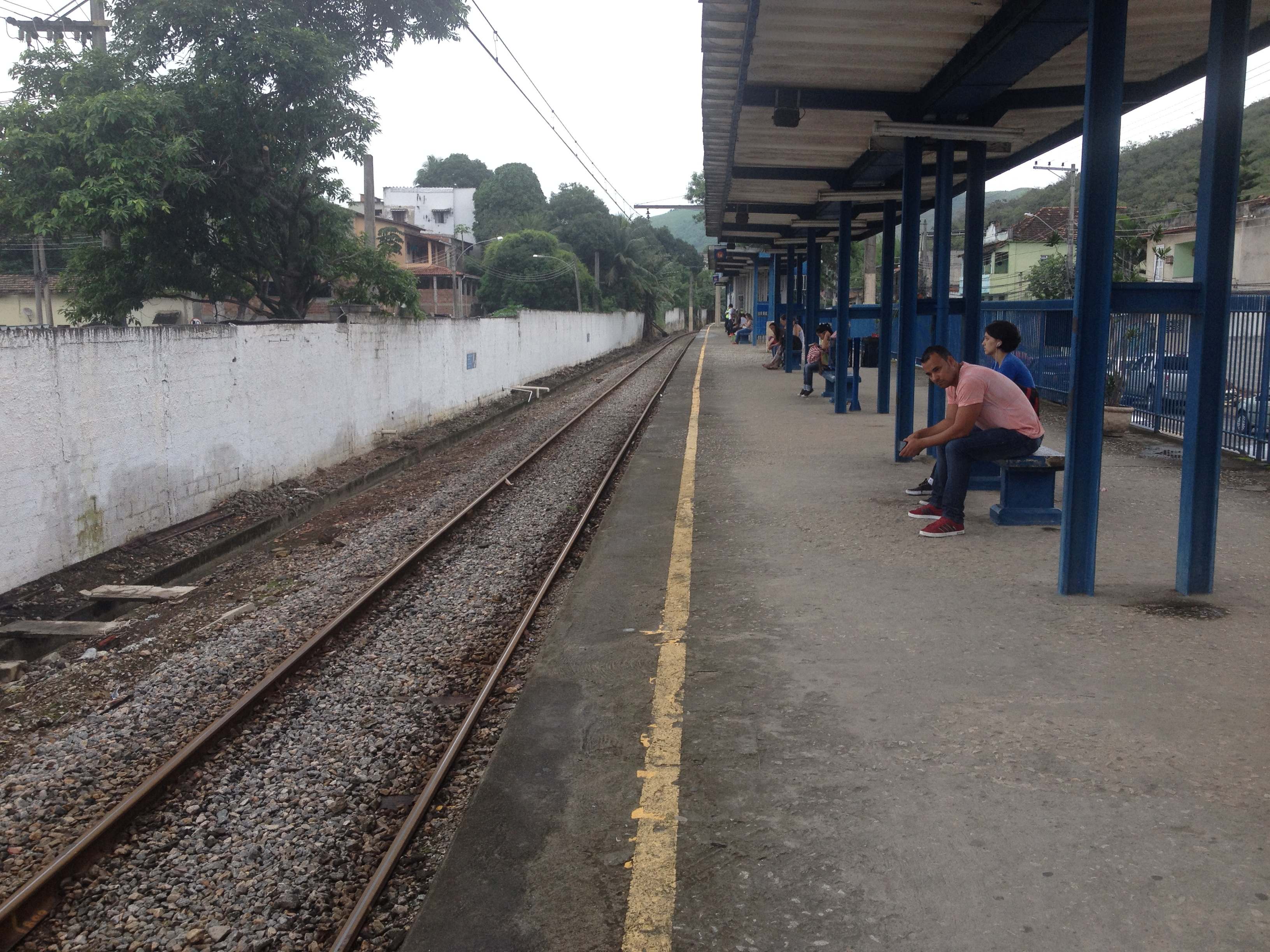
Estação de Lages, do Ramal de Paracambi.

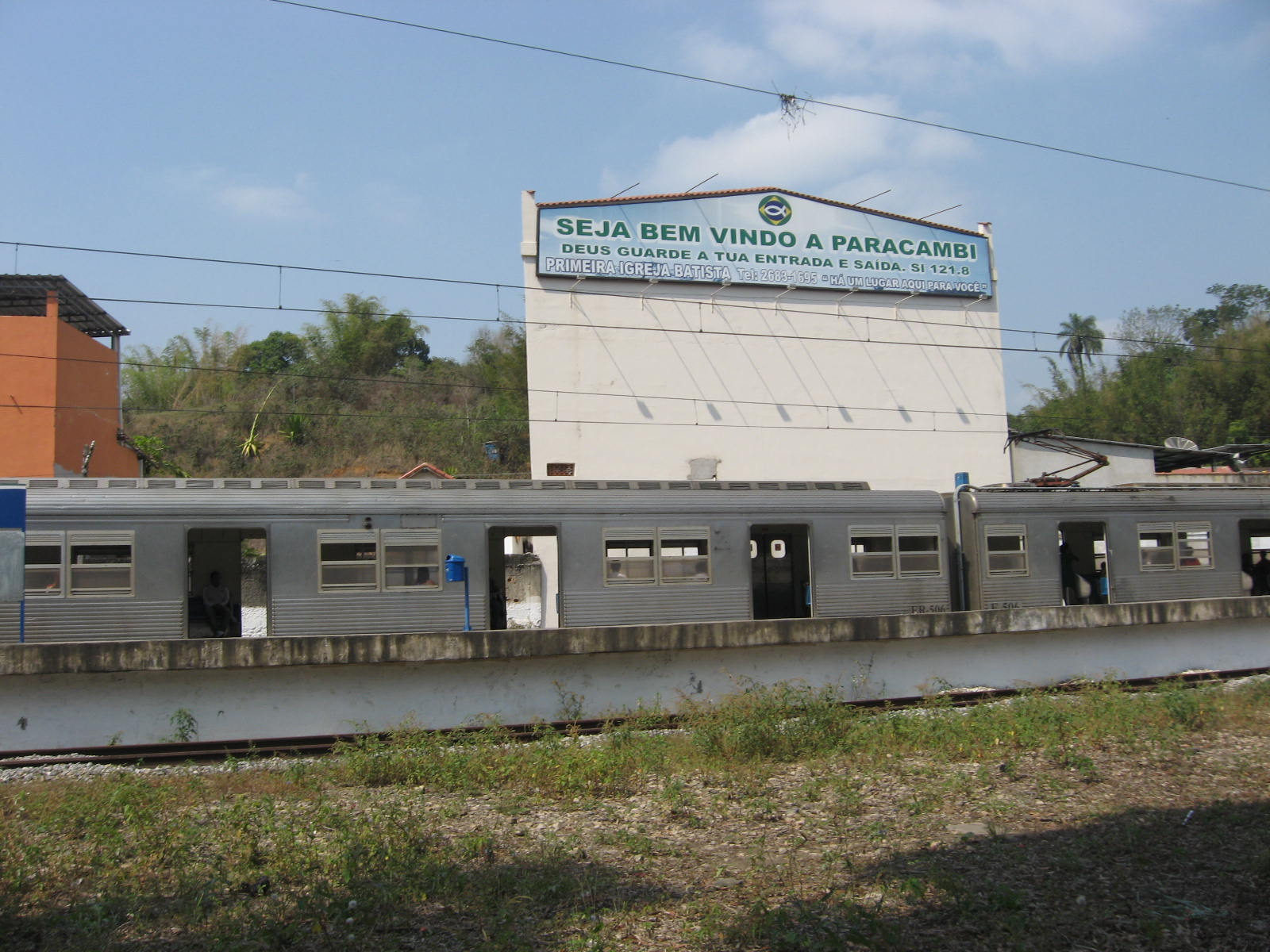
Trem parado na Estação de Paracambi, a última estação do ramal que liga o município à Central do Brasil.

A cidade é atendida pelos trens da SuperVia, através do Ramal de Paracambi (extensão do Ramal de Japeri), com estações no Centro e no bairro de Lages. Pelo ramal, é realizada a ligação de Paracambi com o centro do município vizinho de Japeri, de onde, em seguida, é feita a ligação com a capital fluminense.
Paracambi também já foi atendida por um outro ramal de subúrbio, a antiga Linha de Barrinha da Rede Ferroviária Federal (RFFSA), através das estações de Mario Bello e Engenheiro Gurgel, ambas localizadas no trecho de subida da Serra do Mar. Este ramal, que se utilizava de parte da Linha do Centro da antiga Estrada de Ferro Central do Brasil, ligava o município às cidades de Barra do Piraí e Japeri (de onde partia inicialmente) e operou entre os anos 1970 até o ano de 1996.
A cidade não possui terminal rodoviário. As linhas que partem do Centro de Paracambi para outros municípios e para os bairros têm seu ponto final na Avenida Délio Basílio Leal (antiga Avenida Ministro Sebastião de Lacerda), situada ao lado da Estação Ferroviária de Paracambi. A Transportes Blanco opera linhas municipais interligando o Centro e alguns bairros, e linhas que ligam o município a Japeri, Nova Iguaçu (na Baixada Fluminense), Central do Brasil e Passeio (no Rio de Janeiro). A Viação Útil opera a linha Rio de Janeiro - Vassouras via Paracambi; essa linha parte do Terminal Rodoviário Novo Rio em direção ao Terminal Rodoviário de Vassouras. A Viação Progresso opera linhas para Vassouras, Mendes e Morro Azul - todas as linhas passam pelo Terminal Rodoviário de Engenheiro Paulo de Frontin. A Viação Barra do Piraí opera duas linhas com destino à cidade de Barra do Piraí, sendo uma via Morsing, e outra via Ypiranga. A Viação Cidade do Aço opera a linha para a cidade de Volta Redonda via Piraí e Barra Mansa. A Expresso Real Rio opera linhas para os municípios de Seropédica e Itaguaí.
Recentemente, foi implementado no município um serviço de linhas de ônibus municipais com tarifa zero - o chamado "Curió" -, que, atualmente, serve os bairros que antes eram atendidos pela empresa Transportes Blanco. Com isso, Paracambi se tornou o terceiro município do Grande Rio a fornecer linhas de ônibus com tarifa zero, depois de Maricá, onde, desde 2014, operam ônibus da Empresa Pública de Transportes (conhecidos como "Vermelhinhos"), e Tanguá, que disponibiliza linhas de ônibus com tarifa zero desde 2021.

## Filhos ilustres
- Ely do Amparo: futebolista
- Karin Hils: atriz e cantora
- Thiago Pantaleão: cantor nascido em Vassouras, radicado em Paracambi

## Subdivisão

### Bairros e Localidades
- Centro[24]
- Cascata[24]
- Fábrica[24]
- Raia[24]
- Quilombo[24]
- Capinheira[24]
- BNH de Cima[24]
- BNH de Baixo[24]
- Jardim Nova Era[24]
- Costa Verde[24]
- Bom Jardim[24]
- Lages[24]
- Mutirão[24]
- Guarajuba[24]
- Amapá[24]
- Ramalho[24]
- Vila São José[24]
- Sabugo[24]
- Saudoso[24]
- Km 9[24]
- Coroado[24]
- Cabral [24]
- Mário Belo[24]
- Boqueirão[24]
- Pacheco[24]
- Vila Nova[24]
- Ponte Coberta[24]
- São Lourenço[24]
- Engenheiro Gurgel (Serra)[24]
- Barreira[24]
- Vale da Conquista[24]
- Paraíso[24]
- Floresta[24]